# Арт-ноябрь
«Арт-ноябрь» — ежегодный мультижанровый фестиваль искусств, проводившийся в Москве с 1994 по 2014 год.
Фестиваль был основан по инициативе солистки ансамбля Брамс-трио Наталии Рубинштейн и директора Государственного института искусствознания Алексея Комеча для пропаганды камерной музыки и музыкального просвещения широкой аудитории. Первоначально все события фестиваля проходили в залах Государственного института искусствознания, со временем территория его проведения распространилась на основные концертные площадки Москвы. В рамках фестиваля прошло более 400 концертов, около 50 художественных выставок, поэтические вечера, театральные постановки, для «Арт-ноября» было создано около 70 музыкальных и живописных произведений. За два десятилетия фестиваль посетили более 100 тысяч слушателей и зрителей, а список участников насчитывает более 300 музыкантов, художников, театральных артистов и коллективов из 26 стран мира. В завершение 20-летней истории «Арт-ноября» был проведен пятидневный «Моцарт-марафон» — акция, не имевшая аналогов в мировой концертной практике.
В разные годы в фестивале «Арт-ноябрь» участвовали: Квартет им. Бородина, Квартет им. Шостаковича, Odeon Quartet, Московское трио, Брамс-трио, Alarm Will Sound, Саяка Сёдзи, Татьяна Гринденко, Наталия Гутман, Александр Князев, Александр Рудин, Чарльз Найдик, Дмитрий Хворостовский, Хибла Герзмава, Кармен Балтроп, Терри Барбер, Николай Петров, Наум Штаркман, Валерий Афанасьев, Константин Лифшиц, Алексей Володин, Александр Гиндин, Жан-Франсуа Эссе, Кристофер Тейлор, Эндрю Тайсон. Бессменным участником и художественным руководителем «Арт-ноября» на протяжении двух десятилетий оставалась Наталия Рубинштейн.

## История
Впервые фестиваль был проведен осенью 1994 года и приурочен к 50-летию Государственного института искусствознания. В Зеркальном зале одного из старейших московских особняков, который стал основной фестивальной площадкой на все последующие годы, выступили молодые музыканты, лауреаты международных конкурсов, в их числе Хибла Герзмава, Брамс-трио, Граф Муржа, Михаил Лидский, Назар Кожухарь и др. В 1995 году проводится первая выставка — «Человек-оркестр» Александра Токарева.
В 2000 году фестиваль получает свое нынешнее название — фестиваль искусств «Арт-ноябрь», в 2001 году — статус международного, а в 2002 году обретает строгие временные рамки — Международный фестиваль искусств «Арт-ноябрь» будет проходить с 1 по 30 ноября вплоть до 2011 года.

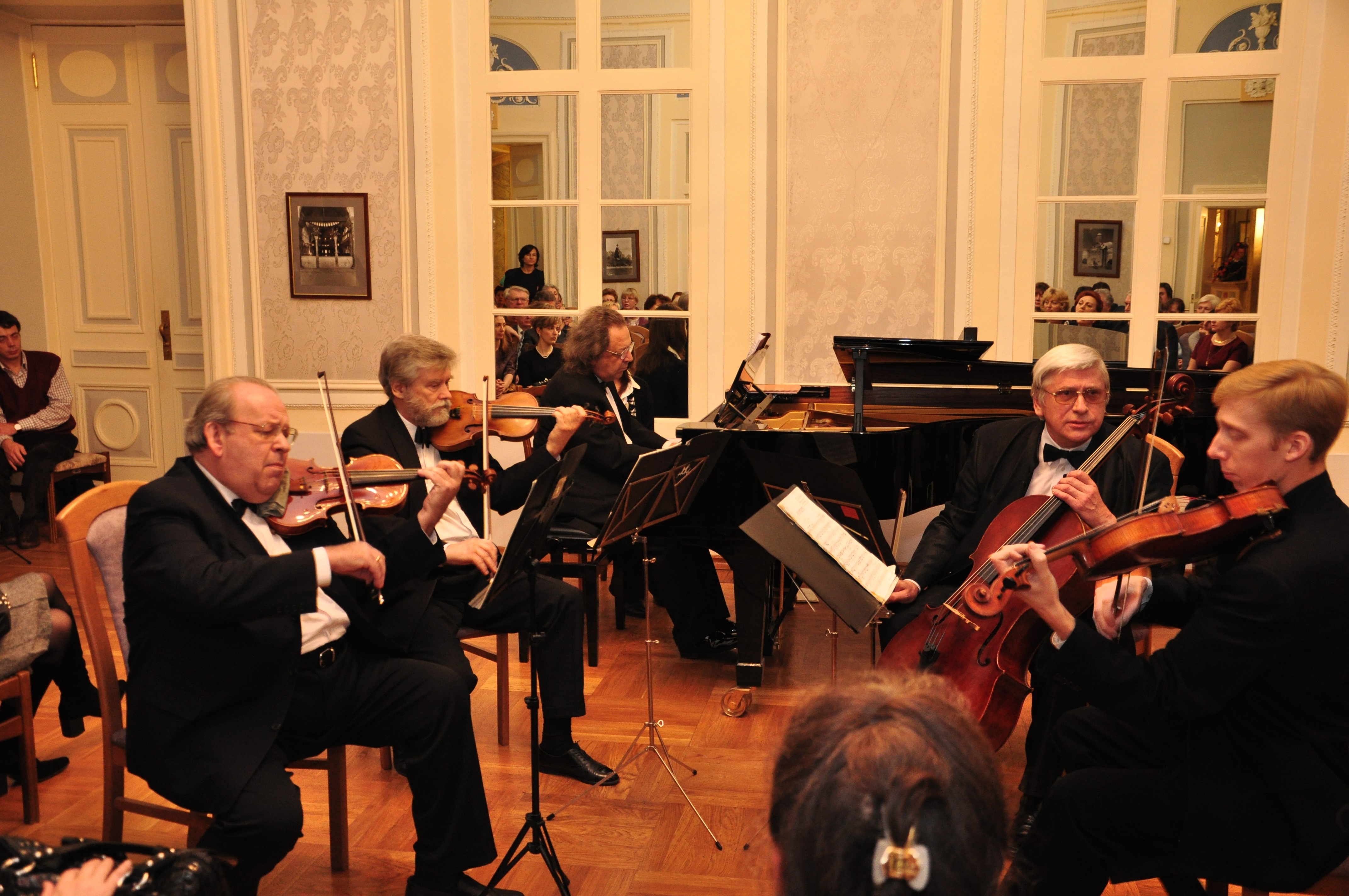
«Арт-ноябрь»-2008, Зеркальный зал Государственного института искусствознания. Александр Бондурянский и Государственный квартет им. Шостаковича: Андрей Шишлов, Сергей Пищугин, Александр Корчагин, Федор Белугин.

В 1995—2005 годах в число постоянных участников фестиваля входят Московское трио, «Академия старинной музыки» п/у Т. Гринденко, Государственный квартет им. Д.Шостаковича, Государственный квартет им. А.Бородина, в программах «Арт-ноября» — концерты Николая Петрова, Наума Штаркмана, Наталии Гутман, Александра Рудина, Петера Брунса, поэтические вечера Александра Калягина и Михаила Козакова, постановки первой русской оперы «Мельник — колдун, обманщик и сват» О. Аблесимова и М. Соколовского и мелодрамы Е.Фомина «Орфей», выставки живописи и графики Виктора Бокарева, Мухадина Кишева, Сергея Блезе, Данилы Жирова, Сергея Эйгеса, Наталии Брагиной, Анатолия Мосийчука, Веры Коршуновой.
2006 год: Открытие фестиваля впервые проходит на сцене Московского музыкального театра им. Станиславского и Немировича-Данченко. Тема 13-го «Арт-ноября» — «Вера и суеверие в искусстве». В программе 13 концертов, российский дебют Саяки Сёдзи и первая публичная экспозиция работ художника-сюрреалиста Макса Хаазе.
2007 год: Фестиваль единственный раз проходит одновременно в Москве и Санкт-Петербурге. В программе 30 концертов, 9 выставок и несколько театральных проектов.
2008 год: Юбилей фестиваля: в программе 23 концерта, в том числе концерт Дмитрия Хворостовского в Большом зале консерватории, российский дебют Терри Барбера и выступление оркестра Alarm Will Sound
 в Доме музыки. Расширение театральной программы. В честь юбилея проводится первая коллективная выставка художников — участников фестиваля прошлых лет.
2009 год: Первый авторский проект «Арт-ноября» — «Три контратенора» в Светлановском зале Дома музыки. По заказу фестиваля произведения для этого концерта пишут Георг Пелецис, Ираида Юсупова, Дмитрий Янов-Яновский. В программе фестиваля более 20 концертов, 8 выставок и разнообразные сценические эксперименты.
2010 год: «Арт-ноябрь» посвящен легендарному пианисту, основателю Императорского Русского музыкального общества и первой русской консерватории Антону Рубинштейну. Фестиваль открывает «Стейнвей-парад». В выставочной программе две масштабные экспозиции: «Антон Григорьевич Рубинштейн. Летопись эпохи»
 и «Пространство Антона Рубинштейна». Ведущая мероприятия драматург и кинорежиссер Юлия Лукина.
Сезон 2011—2012: События фестиваля впервые распространяются на весь концертный сезон. «Людвиг ван Бетховен. Все сонаты» — первая концертная монография фестиваля. Начало трехлетнего цикла «Новое поколение искусства». «Бах-марафон» в Доме музыки.
Сезон 2012—2013: Главный проект фестиваля — «Сезон Брамса. Вся камерная и фортепианная музыка Иоганнеса Брамса к 180-летию со дня рождения». Также в программе: цикл «Людвиг ван Бетховен. Все симфонии в транскрипциях Ференца Листа», продолжающий серию бетховенских монографий, и начало нового цикла «Исполнительское искусство» в Доме музыки.
Сезон 2013—2014: «Моцарт-марафон»
. Эта акция, не имеющая аналогов в мировой практике, стала кульминацией и завершением 20-летней истории Фестиваля «Арт-ноябрь».

## Концерты

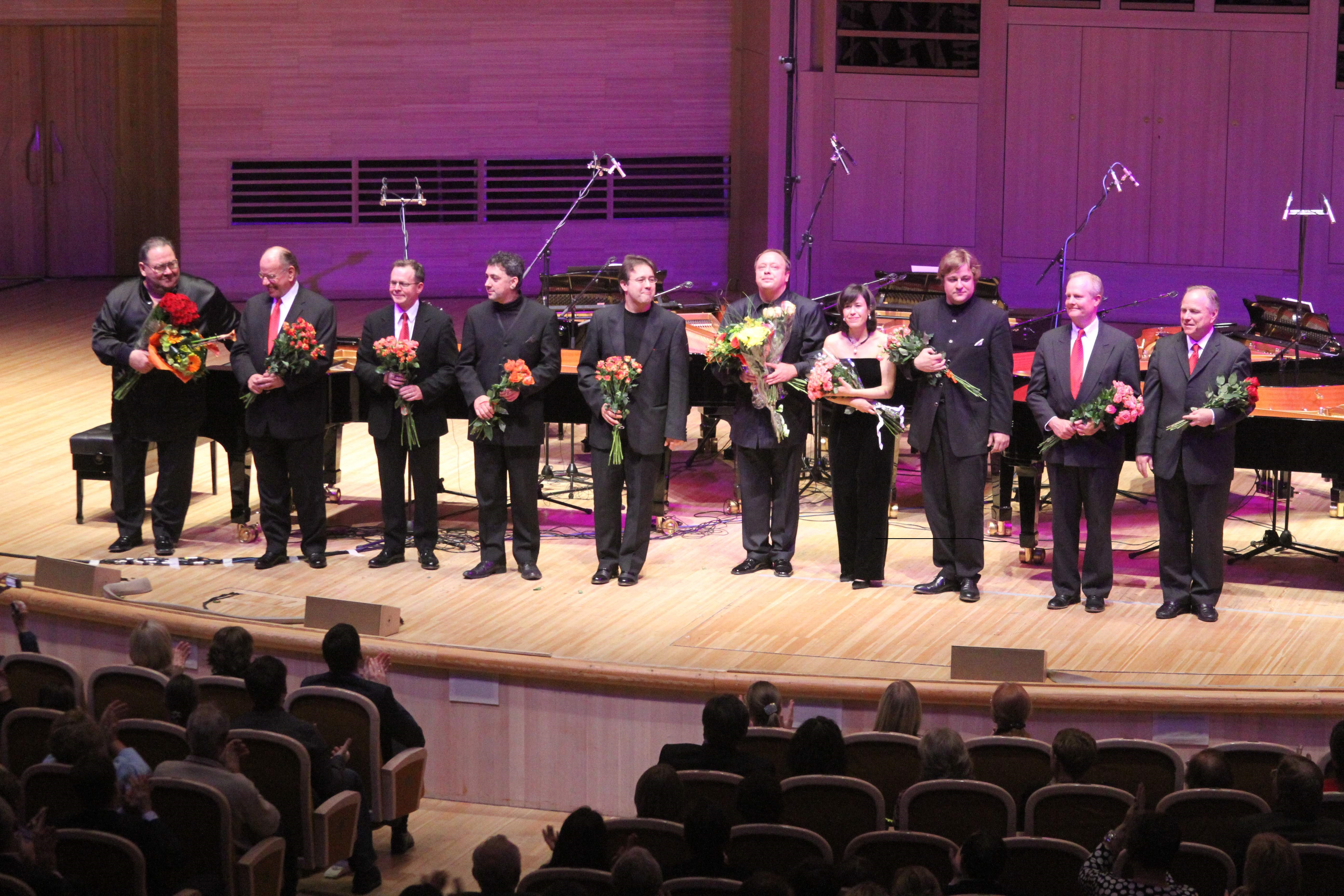
«Арт-ноябрь» 2010. Стейнвей-парад в Светлановском зале Дома Музыки. Слева направо: Николай Петров, American Piano Quartet: Пол Поллей, Скотт Холден (2-й и 3-й слева), Робин Хэнкок, Джеффри Шамвей (9-й и 10-й слева), Константин Лифшиц, Алексей Володин, Александр Гиндин, Альба Вентура, Пётр Лаул.

Стремление к воссозданию атмосферы домашних концертов, атмосферы свободного общения посредством музыки определяли замысел и формат фестиваля с первых дней его существования. В Зеркальный зал не продавали билетов, а приглашали гостей — эту традицию музыкального гостеприимства «Арт-ноябрь» сохранит на все последующие годы. В фестивальных концертах выступали друзья и единомышленники, а отсутствие рампы и каких-либо барьеров обеспечивало неформальный характер взаимодействия всех участников — организаторов, артистов и слушателей. В середине 2000-х годов программа фестиваля выходит за пределы залов Института искусствознания и распространяется на все основные концертные площадки Москвы. Расширяется круг исполнителей и спектр жанров, появляются проекты с участием оркестров и масштабные концертные циклы.
Среди фестивальных проектов последних лет:
- «Бах-марафон». 27 ноября 2011 года все концерты И. С. Баха во всех инструментальных версиях — 24 концерта для солистов и ансамблей с оркестром — впервые прозвучали в течение одного дня. Марафон в Камерном зале Дома музыки начался в 11.00 и продлился более 10 часов[48].

- «Людвиг ван Бетховен. Все сонаты». 52 сонаты Бетховена были исполнены за 15 вечеров в течение ноября 2011 года на 4 концертных площадках Москвы[49][50].

- «Сезон Брамса». Цикл из 17 концертов, в котором были исполнены все камерные и фортепианные сочинения Й. Брамса[51].

- «Вечер памяти Маэстро Рудольфа Баршая» в Светлановском зале Дома музыки с участием Елены Баршай, Московского камерного оркестра Musica Viva, Хора мальчиков Академии хорового искусства им. В. С. Попова и дирижёра Дориана Уилсона[англ.][52][53].

- «Новое поколение искусства». Трехлетний концертный цикл, в рамках которого состоялись десятки премьер российских и зарубежных композиторов 21 века, в том числе мировая премьера Струнного квартета Альберто Кольи[итал.][54], созданного специально для «Арт-ноября»[55].

- «Моцарт-марафон». Пятидневный концертный марафон, в котором были исполнены все 40 концертов В. А. Моцарта для солирующих инструментов и ансамблей с оркестром[56]. В этой беспрецедентной акции участвовали более 30 солистов из 8 стран мира, Оркестр Государственного Эрмитажа и дирижёр Феликс Коробов[57].

В монографиях и марафонах «Арт-ноября» принимали участие: Алексей Володин, Константин Лифшиц, Александр Гиндин, Юрий Фаворин, Злата Чочиева, Андрей Гугнин, Лукас Генюшас, Пётр Лаул, Андрей Коробейников, Яна Иванилова, Чарльз Найдик, Валентин Урюпин, Жан-Франсуа Эссе, Мишель Бурдонкль, Серджио Марседжиани, Антонио Сориа, Ловро Погорелич, Николай Саченко, Илья Грингольц, Никита Борисоглебский, Андрей Гридчук, Александр Князев, Марк Коппе, дебютировали на российской сцене Эндрю Тайсон, Кристофер Тейлор, Франсуа-Фредерик Ги, Ингела Эйен, Линда Чаттертон, Лоран Лефевр и др.

## Выставки
Постоянный куратор выставочной программы «Арт-ноября» с 2006 года — редактор журнала «Третьяковская Галерея», искусствовед Натэлла Войскунская.
Фестивалю «Арт-ноябрь» принадлежит честь открытия широкой публике «русского Дали» — выдающегося художника-сюрреалиста Макса Хаазе (2006). В программах фестиваля — первые публичные выставки художественного наследия Сергея Эйгеса (2004), Павла Никифорова (2007), Исая Зейтмана (2008), Александра Орлова (2008). В 2007 году зрителям Москвы и Санкт-Петербурга впервые была представлена экспозиция «Мир русской архитектуры в фотографиях А. И. Комеча». В том же году на фестивале прошел первый в России публичный показ коллекции живописи и скульптурных работ французского художника Жакомо де Пасса.
В выставочной программе последних лет — экспозиции работ Александра Бурганова, Олега Сафронова, Ирины Мащицкой, Аллы Бединой, Александра Драгового, Гарри Зуха, Ольги Лисенковой и др. В 2013 году на открытии юбилейного фестиваля состоялся премьерный показ графического проекта московского художника Светланы Ланшаковой «Вариации на тему Моцарта», созданного специально для проекта «Моцарт-марафон».

## Спектакли и перформансы
- Премьера монооперы Ф. Пуленка «Человеческий голос» в постановке Юрия Ардашева. Солистка Ольга Балашова, Камерный оркестр Института им. Ипполитова-Иванова, дирижёр Валерий Ворона. Москва, Театральный зал Дома музыки, Санкт-Петербург, Смольный собор, 2007.

- Премьера медиа-балета Ираиды Юсуповой и Александра Долгина «Попади в Рай!» с участием танцевального квартета Gruppen Fyra и ансамбля старинной музыки La Stravaganza. Москва, Государственный центр современного искусства, 2007.

- Спектакли Театра-школы «ДекамеронЪ» Александра Орлоцки: «Дочки-матери». Концертное трио по главам романа Ф. М. Достоевского «Братья Карамазовы» и «Solo на двоих», crazy-дивертисмент по повести Н. В. Гоголя «Записки сумасшедшего». Москва, Дом-музей Марины Цветаевой, 2008, 2009.

- «ЛабораТОРИЯ. Голем. Венская репетиция». Спектакль лаборатории Бориса Юхананова. Москва, Театр «Школа драматического искусства», 2008.

- Презентация документального фильма «Звучащий Крест Николая Обухова» (режиссёр Ж. Дюлак, 1934). Москва, Дом-музей Марины Цветаевой, 2008.

- Российская премьера международного проекта «Носферату-симфония» (режиссёр Ф. В. Мурнау, композитор Ираида Юсупова). Москва, Камерный зал Дома музыки, 2009.

## Культурная благотворительность
Задуманный и развивавшийся в русле культурного миссионерства фестиваль вел активную исследовательскую и просветительскую деятельность, результатом которой становились премьерные исполнения музыкальных произведений, авторские концертные проекты, публикации подробных аннотаций к концертам и выставкам в ежегодных буклетах, создание архива аудио и видео записей. При участии Студии звукозаписи Московской консерватории и Российского Государственного Музыкального телерадиоцентра был создан звуковой архив программ фестиваля, который был передан в фонотеку Московской консерватории для использования в образовательном процессе и в фонд Российского государственного музыкального телерадиоцентра, в том числе для трансляции и размещения на серверах Европейского Вещательного Союза.
Концерты на камерных площадках фестиваля сопровождали рассказы и комментарии к исполняемым произведениям ведущих московских музыковедов. Среди лекторов «Арт-ноября»: сотрудник Государственного института искусствознания Светлана Петухова (авторские циклы лекций к программам «Сезона Брамса» и «Моцарт-марафона»), ведущие Радиостанции «Орфей» Фаина Коган и Ирина Тушинцева, Артем Варгафтик, Наталия Панасюк, писатель Дмитрий Макаров и др.
В рамках «Арт-ноября» проводились мастер-классы артистов фестиваля для учащихся московских музыкальных училищ и ВУЗов, выставки и концерты в поддержку благотворительных программ Фонда «Семья для каждого ребёнка», совместные проекты с музыкальными и художественными школами Москвы. С 2009 года на сайте фестиваля велась трансляция концертов из Зеркального зала. На протяжении всей истории фестиваля посещение концертов на камерных площадках оставалось бесплатным для публики.